# 대전 봉산동 느티나무
대전 봉산동 느티나무는 대전광역시 유성구 봉산동에 있는 느티나무이다. 2017년 3월 13일 대전광역시의 기념물 제48호로 지정되었다.

## 지정 사유
대전 봉산동 느티나무는 약 480년 전후의 수령과 더불어 나무의 전체적인 수형이 장대하며, 미적 수려함을 갖추고 있을 뿐만 아니라, 예로부터 봉산동 토박이 주민들에 의해 시행되던 목신제가 오늘날까지 지속되어 주민의 정신적인 구심점 역할을 하고 있는 등 민속 문화유산으로서의 가치 또한 매우 뛰어나다.

## 참고 자료
- 봉산동 느티나무 - 국가유산청 국가유산포털